# Don Carlos, greve av Montemolin
Carlos Luis Maria Fernando de Borbon, greve av Montemolin, född 31 januari 1818, död 13 januari 1861, var en spansk tronpretendent.

## Biografi
Don Carlos, greve av Montemolin var son till Don Carlos, hertig av Molina.
Efter faderns tronavsägelse 1845 var han Carlisternas tronpretendent som "Karl VI". Försök gjorde att förmäla Don Carlos med Isabella II av Spanien, men det strandade bland annat på dennes eget motstånd.
1848 utbröt i Katalonien ett uppror i hans namn, och 1860 deltog han och hans bror Fernando de Borbón y Braganza i ett misslyckat carlistföretag vid Tortosa. Båda råkade i fångenskap och avsade sig sina anspråk på Spaniens tron för att bli fria. En yngre bror till Don Carlos, Don Juan, hertig av Montizon, utnyttjade tillfället, förbehöll sig sina arvsanspråk men förklarade sig inte ämna gripa till våld för att tillgodose dessa och anslog försonliga toner. Väl frigivna återtog både Don Carlos och Fernando sina avsägelser. De båda äldre bröderna avled dock plötsligt utan arvingar 1861.